# Podagricomela viridicyanea
Podagricomela viridicyanea es una especie de insecto coleóptero de la familia Chrysomelidae. Fue descrita en 1997 por Medvedev & Sprecher-Uebersax.